# San Francisco 49ers 1989
La stagione 1989 dei San Francisco 49ers è stata la 40ª della franchigia nella National Football League, coronata dalla quarta vittoria del Super Bowl, raggiungendo i Pittsburgh Steelers al primo posto per maggior numero di successi. Dopo avere terminato la stagione regolare con un record di 14-2, i 49ers completarono stagione superando complessivamente gli avversari 126-26 in tre gare di playoff.
Il quarterback Joe Montana disputò una delle migliori stagioni di sempre sui passaggi nel 1989. Stabilì l'allora record NFL con 112,4 di passer rating, con una percentuale di completamento del 70,2% e 26 touchdown contro 8 intercetti, venendo premiato per la prima volta come MVP della NFL. Nei playoff, Montana fu ancora più dominante. completando il 78,3% dei suoi passaggi per 800 yard, 11 touchdown (un record NFL nei playoff poi pareggiato dai Aaron Rodgers e Joe Flacco), nessun intercetto e un 146,4 di rating.

## Partite

### Stagione regolare
| Turno | Data              | Avversario                        | Risultato | Record | Pubblico |
| ----- | ----------------- | --------------------------------- | --------- | ------ | -------- |
| 1     | 10/9/1989         | at Indianapolis Colts             | V 30–24   | 1-0    | 60,111   |
| 2     | 17/9/1989         | at Tampa Bay Buccaneers           | V 20–16   | 2-0    | 64,087   |
| 3     | 24/9/1989         | at Philadelphia Eagles            | V 38–28   | 3-0    | 66,042   |
| 4     | 1/10/1989         | Los Angeles Rams                  | S 13–12   | 3-1    | 64,250   |
| 5     | 8/10/1989         | at New Orleans Saints             | V 24–20   | 4-1    | 60,488   |
| 6     | 15/10/1989        | at Dallas Cowboys                 | V 31–14   | 5-1    | 61,077   |
| 7     | 22/10/1989        | New England Patriots (a Stanford) | V 37–20   | 6-1    | 51,781   |
| 8     | 29/10/1989        | at New York Jets                  | V 23–10   | 7-1    | 62,805   |
| 9     | 6/11/1989 (Lun.)  | New Orleans Saints                | V 31–13   | 8-1    | 60,667   |
| 10    | 12/11/1989        | Atlanta Falcons                   | V 45–3    | 9-1    | 59,914   |
| 11    | 19/11/1989        | Green Bay Packers                 | S 21–17   | 9-2    | 62,219   |
| 12    | 27/11/1989 (Lun.) | New York Giants                   | V 34–24   | 10-2   | 63,461   |
| 13    | 3/12/1989         | at Atlanta Falcons                | V 23–10   | 11-2   | 43,128   |
| 14    | 11/12/1989 (Lun.) | at Los Angeles Rams               | V 30–27   | 12-2   | 67,959   |
| 15    | 17/12/1989        | Buffalo Bills                     | V 23–10   | 13-2   | 60,927   |
| 16    | 24/12/1989        | Chicago Bears                     | V 26–0    | 14-2   | 60,207   |

### Playoff
| Turno            | Data      | Avversario            | Risultato |
| ---------------- | --------- | --------------------- | --------- |
| Divisional       | 6/1/1990  | vs. Minnesota Vikings | V 41-13   |
| NFC Championship | 14/1/1990 | vs. Los Angeles Rams  | V 30-3    |
| Super Bowl XXIX  | 28/1/1990 | vs. Denver Broncos    | V 55-10   |

## Premi
- Joe Montana:

MVP della NFL
giocatore offensivo dell'anno
MVP del Super Bowl